# 2018년 동계 올림픽 봅슬레이 예선
다음은 2018년 동계 올림픽 봅슬레이 종목 출전 예선에 관한 규칙과 출전권 배정 현황에 관한 것이다.

## 출전권 배정 규칙
이번 대회에서 부여되는 출전권 쿼터는 총 170명분으로, 남자 130명에 여자 40명이다. 출전권 배정은 2018년 스위스 생모리츠에서 열린 시즌 제7차 봅슬레이 월드컵 결과까지 반영된 2018년 1월 14일자 세계랭킹을 기준으로 삼는다. 이때 각 선수는 2016/17시즌이나 2017/18시즌 기간에 세 개 이상의 트랙에서 다섯 번의 각각 다른 레이스를 완주했어야 한다.
한편 아프리카, 아시아, 유럽, 아메리카, 오세아니아의 다섯 대륙에서 각각 적어도 한 국가와, 개최국인 대한민국은 위 조건을 충족한다는 전제 하에 한 팀을 출전시킬 수 있다. 남자 종목에는 총 30팀이 진출하여, 최대 3팀 3개국, 2팀 6개국으로 9개국이 진출할 수 있다. 여자 종목에는 총 20팀이 진출하여, 최대 3팀 2개국, 2팀 4개국이 진출할 수 있다.

## 출전권 배정 일정
2017년 10월 15일부터 2018년 1월 14일까지 집계된 기록을 올림픽 출전권 배정에 적용한다. 즉 2017-18시즌 월드컵 7차까지의 결과로 올림픽 무대가 꾸려진다는 말이지만, 꼭 월드컵 뿐만이 아니라 유럽컵, 아메리카컵 경기도 반영될 수 있다. 이렇게 전체 랭킹대로 배정되고 나면 나머지 네 팀분 출전권이 배정되는데 우선 개최국에 출전권이 배정되지 않았다면 개최국에 먼저 배정하고, 그 다음에는 전에 대륙대표로 나서지 못한 국가에 출전권을 배정한다. 만약 한 국가에서 출전권을 반납한다면 그 쿼터는 다시 배정되며, 기한은 2018년 1월 19일까지다.

### 배정 현황
| 국가           | 남자 2인승 | 남자 4인승 | 여자 2인승 | 총 선수 |
| -------------- | ---------- | ---------- | ---------- | ------- |
| 오스트레일리아 | 1          | 1          | 1          | 6/7     |
| 오스트리아     | 2          | 2          | 2          | 12/13   |
| 벨기에         |            |            | 2          | 4       |
| 브라질         | 1          | 1          |            | 4/5     |
| 캐나다         | 3          | 3          | 3          | 18/19   |
| 중화인민공화국 | 2          | 1          |            | 5/6     |
| 크로아티아     | 1          | 1          |            | 4/5     |
| 체코           | 2          | 2          |            | 8/9     |
| 프랑스         | 1          | 1          |            | 4/5     |
| 독일           | 3          | 3          | 3          | 18/19   |
| 영국           | 1          | 2          | 1          | 10/11   |
| 이탈리아       |            | 1          |            | 4       |
| 자메이카       |            |            | 1          | 2       |
| 라트비아       | 2          | 2          |            | 8/9     |
| 모나코         | 1          |            |            | 2       |
| 나이지리아     |            |            | 1          | 2       |
| 폴란드         | 1          | 1          |            | 4/5     |
| 루마니아       | 1          | 1          |            | 4/5     |
| 러시아 출신    | 2          | 2          | 2          | 12/13   |
| 대한민국       | 1          | 1          | 1          | 6/7     |
| 스위스         | 2          | 2          | 1          | 10/11   |
| 미국           | 3          | 3          | 2          | 16/17   |
| 총 22개국      | 30         | 30         | 20         | TBD     |

### 남자 2인승
국가별 최종랭킹.
| 출전 팀수 | 국가수 | 총 선수 | 국가 |
| --------- | ------ | ------- | --- |
| 3         | 3      | 18      | 독일 7 · 캐나다 9 · 미국 13                                                                                              |
| 2         | 6      | 24      | 라트비아 11 · 러시아 출신 15 · 스위스 16 · 오스트리아 29 · 중화인민공화국 31 · 체코 36                                   |
| 1         | 9      | 18      | 폴란드 17 · 프랑스 22 · 모나코 24 · 루마니아 30 · 브라질 34 · 오스트레일리아 35 · 영국 37 · 크로아티아 39 · 대한민국 441 |
| 30        | 18     | 60      | |

1. ^  대한민국은 개최국 지위로서 출전권이 부여됐다.

### 남자 4인승
국가별 최종랭킹.
| 출전 팀수 | 국가수 | 총 선수 | 국가 |
| --------- | ------ | ------- | --- |
| 3         | 3      | 36      | 독일 4 · 캐나다 16 · 미국 19 |
| 2         | 6      | 48      | 라트비아 9 · 영국 12 · 러시아 출신 18 · 오스트리아 27 · 스위스 30 · 체코 32                                                                                             |
| 1         | 9      | 36      | 프랑스 14 · 브라질 21 · 이탈리아 23 · 중화인민공화국 25 · 크로아티아 28 · 네덜란드 351 · 슬로바키아 362 · 루마니아 412 · 오스트레일리아 423 · 폴란드 431 · 대한민국 475 |
| 30        | 18     | 120     | |

1. ^  네덜란드가 출전권을 반납하면서 폴란드에게 출전권이 대신 부여됐다.
2. ^  슬로바키아의 경우 출전권을 부여받은 선수가 올림픽 대회 참가에 부적격 판정을 받으면서 이번 대회에서 탈락하였다. 루마니아에게 출전권이 대신 부여됐다.
3. ^  오스트레일리아는 대륙대표 지위로서 출전권이 부여됐다.
4. ^  대한민국은 개최국 지위로서 출전권이 부여됐다.

### 여자 2인승
국가별 최종랭킹.
| 출전 팀수 | 국가수 | 총 선수 | 국가                                                                                   |
| --------- | ------ | ------- | -------------------------------------------------------------------------------------- |
| 3         | 2      | 12      | 독일 7 · 캐나다 8                                                                      |
| 2         | 4      | 16      | 미국 4 · 오스트리아 15 · 러시아 출신 16 · 벨기에 20                                    |
| 1         | 6      | 12      | 스위스 12 · 영국 13 · 자메이카 18 · 대한민국 231 · 오스트레일리아 362 · 나이지리아 443 |
| 20        | 12     | 40      |                                                                                        |

1. ^  대한민국은 개최국 지위로서 출전권이 부여됐다.
2. ^  오스트레일리아가 대륙대표로서 출전권을 부여받았지만 오스트레일리아올림픽위원회 측에서 취하하였다.[5]
3. ^  나이지리아가 IBSF 규정 제4조 1항에 따라 대륙대표로서 출전권을 부여받았다.[6]